# إيفان لابتشفيتش
إيفان لابتشفيتش (بالصربية: Иван Лапчевић) مواليد 26 مارس 1976 في جمهورية يوغوسلافيا الاشتراكية الاتحادية، هو لاعب كرة يد صربي معتزل لعب كظهير أيسر. مثل منتخب صربيا لكرة اليد في 200 مباراة. شارك في دورة الألعاب الأولمبية الصيفية سنة 2000. حقق المركز الثالث في بطولة العالم لكرة اليد للرجال 2001.

## المسيرة الاحترافية
لعب مع نادي برشلونة في موسم 2001–2002، ثم لعب مع نادي غومرسباخ لكرة اليد في الدوري الألماني من سنة 2002 إلى 2005، ثم لعب مع نادي فيسبرم لكرة اليد من سنة 2005 إلى 2010، ثم لعب مع نادي بورتو ساغونتو لكرة اليد في الدوري الإسباني في موسم 2010–2011.

## الميداليات
| الميدالية | المسابقة                           |
| --------- | ---------------------------------- |
| برونزية   | بطولة العالم لكرة اليد للرجال 2001 |
| برونزية   | بطولة العالم لكرة اليد للرجال 1999 |

## روابط خارجية
- إيفان لابتشفيتش على موقع أوليمبيديا (الإنجليزية)